# 성 도밍고 성당

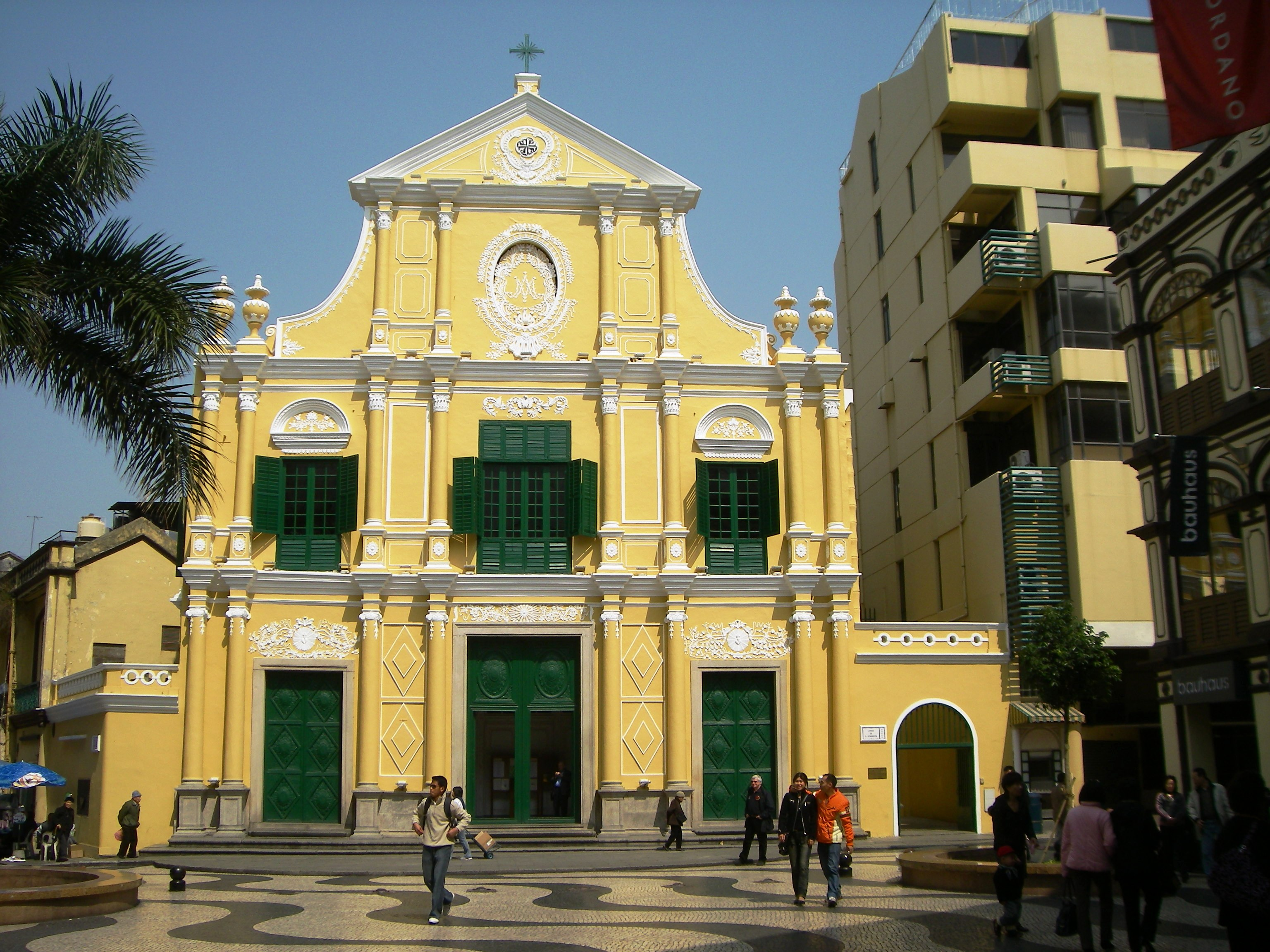

성 도밍고 성당(St. Dominic's Church)은 마카오의 가장 아름다운 바로크 양식 성당이다. 원래는 나무로 지어졌으나, 후에 흙으로 재건되었다. 포르투갈 타일로 포장한 인도와 크림색 석조 벽으로 둘러싸인 건물 정면, 왕관 모양의 탑 장신구, 초록색 목조 겉창, 웅장한 분위기를 주는 티크재 문 등은 아름다운 바로크 양식을 대표하는 것으로, 관광객들과 신도들에게 매일 개방되고 있다.